# Contea di Šiauliai
La contea di Šiauliai (in lituano Šiauliu apskritis) è una delle dieci contee della Lituania.
Dal 1º luglio 2010 ne sono stati soppressi gli organi amministrativi, dunque la contea ha solo valore statistico-territoriale.

## Comuni
La contea è divisa in 7 comuni. (Dati del 1º gennaio 2010)
Città:
- Comune urbano di Šiauliai (125.453)

Comuni:
- Comune distrettuale di Akmenė (26.737)
- Comune distrettuale di Joniškis (29.310)
- Comune distrettuale di Kelmė (36.801)
- Comune distrettuale di Pakruojis (26.561)
- Comune distrettuale di Radviliškis (47.626)
- Comune distrettuale di Šiauliai (49.199)